# Завтра свято
«Зáвтра свя́то» — український радянський чорно-білий документальний фільм, відзнятий на Українській студії хронікально-документальних фільмів у 1987 році.
Режисерський дебют Сергія Буковського. Яскравий зразок критичної школи української документалістики (1987 — 1995).

## Опис
Фільм розповідає про роботу птахофабрики у селі Морозівка Баришівського району Київської області, побутові та виробничі проблеми її працівниць.
Картина починається з дітей, які співають пісню про маленьких курочок, про те, які вони чудові, як гарно бути курочками, а також як вони (діти) швидше хочуть вирости та йти працювати на птахофабрику. Далі, на тлі цієї пісні, на екрані постають робітниці, що закидають курей в автомобіль і везуть на фабрику, де з них зроблять курятину.
Працівниці фабрики скаржаться на погані умови життя у робітничих гуртожитках: відсутність організованого відпочинку, розваг, гарячої води у теплу пору року, черги на кухню та до пральної кімнати. Робітниці зізнаються, що після фабрики паради й свята не викликають у них радощів. Їхня єдина мета в такі дні — виспатися.
Далі йдуть кадри першотравневої ходи наступного дня. Площами та вулицями містечка крокують люди з транспарантами, плакатами й прапорцями. Фінальні кадри фільму — вивантаження коробок з курчатами до птахофабрики.

## Оцінка
«Завтра свято» став одним із перших фільмів «критичної школи» в українському документальному кіно. Він був знятий на замовлення держави — потрібно було створити типовий радянський документальний фільм на «виробничу тематику», який би оповідав про негаразди на птахофабриці. Але стрічка показала птахофабрику як метафору радянського суспільства в цілому.
|                                                                      | У результаті вийшло сміливе, як на початок перебудови, спостереження за тим, як радянське індустріальне виробництво перетворює на товар самого робітника, а точніше, робітницю. |
| — Олексій Радинський, дослідник кіно, візуальної культури, публіцист | |

Всі дійові особи фільму, за винятком директора птахофабрики, — жінки. Їх показано як зацькованих, позбавлених елементарних побутових можливостей «гвинтиків» у індустріальній машині.
Однак, сам режисер стверджує:
|                                     | Ми не думали, що знімаємо метафору Радянського Союзу. Вже після того, як фільм був змонтований, вийшов, його стали сприймати як образ системи. |
| — Сергій Буковський, режисер фільму | |

## Історія створення

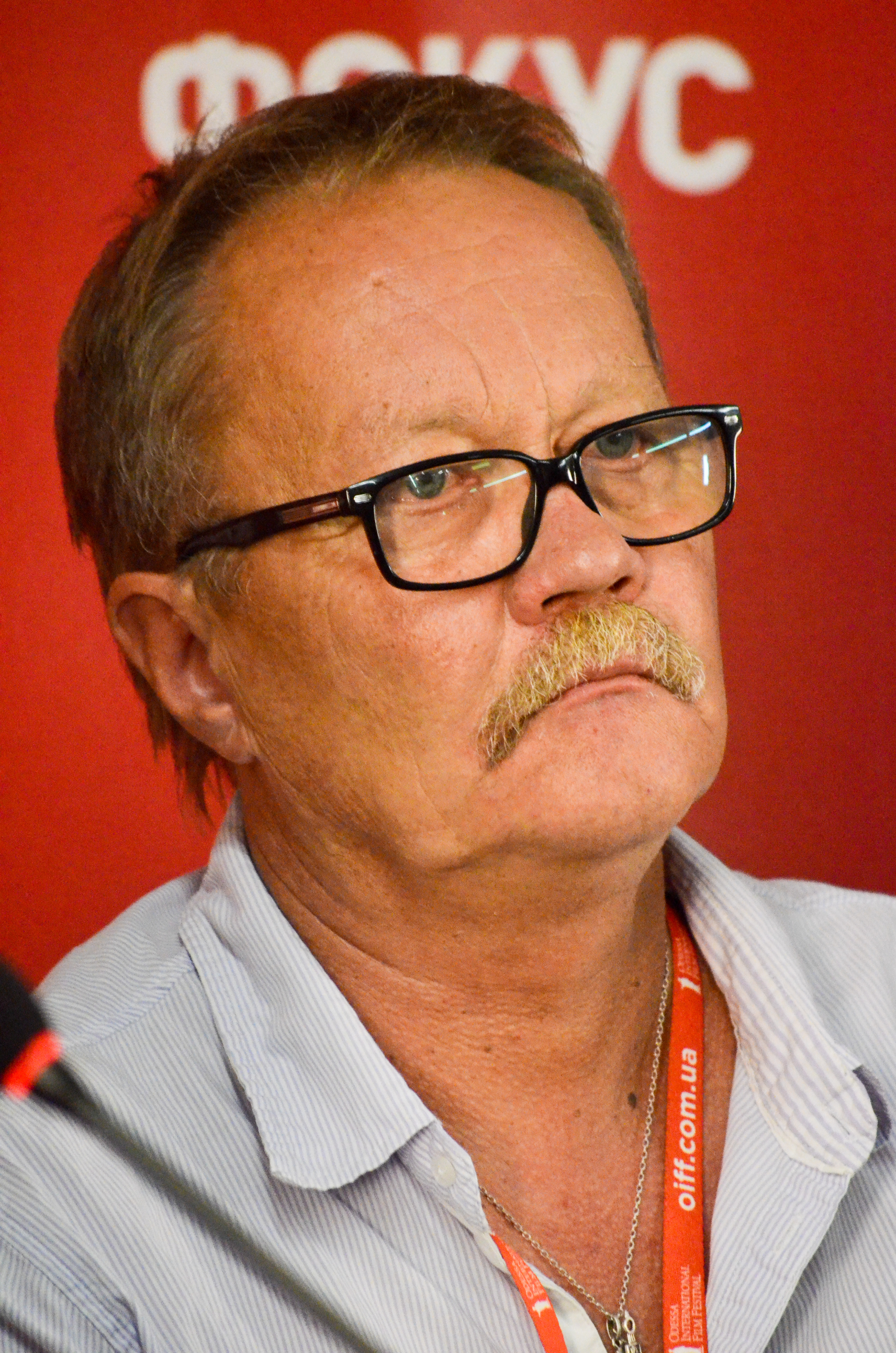
Режисер фільму Сергій Буковський у 2015 році

Початкова версія сценарію (який довго лежав на студії хронікально-документальних фільмів) називалася «Санітарний розрив». Вона дуже сильно відрізнялася від кінцевої реалізації задуму. Конфлікт сценарію полягав у тому, що…
|                              | ...фабрику не зупиняють — план, план, план, а фабрику треба зупинять. |
| — Сергій Буковський, режисер |                                                                       |

Буковський погодився екранізувати сценарій, однак, за його ж словами, під час фільмування жодним чином ним не скористався. Імпровізуючи, він зняв свій фільм, не відступаючи від головної ідеї — птахофабрика та життя її працівників.
Після того, як фільм був готовий, він 7 чи 8 місяців перебував під забороною з боку Держкіно УРСР і не виходив на екрани. Аби добитися прокату, члени знімальної групи повезли стрічку до Держкіно СРСР. Там фільму зробили багато зауважень, але усе одно не дозволили дати прокатне посвідчення. Однак невдовзі у ситуацію втрутилася так звана «конфліктна комісія» Держкіно. Такі комісії з початком «перебудови» та «гласності» були створені у спілках кінематографістів СРСР та союзних республік задля пошуку, реабілітації та випуску в прокат раніше заборонених радянських фільмів. Після цього фільму дозволили вийти на екрани.

## Знімальна група
- Режисер: Сергій Буковський;
- Автор сценарію: М. Беспалов;
- Оператор: Володимир Кукоренчук;
- Звукооператор: Л. Мороз;
- Редактор: В. Трохименко;
- Директор фільму: Т. Жигрєєва.[3]

## Нагороди та участь у заходах
- Гран-прі кінофестивалю «Молодість», Київ, 1987 (спільно з Арутюном Хачатряном[8]);
- Шоу–кейс фестивалю «Гласність СРСР», США, 1989;
- Дні «Незалежного кіно», Аугсбург, Німеччина, 1990;
- Диплом Міжнародного кінофестивалю в Кракові, Польща, 1997;
- Фестиваль «Publicity», США.[3][10]

## Фільм на DVD
«Завтра свято» вийшов на DVD у 2013 році у рамках збірки «Щаблі демократії. Критична школа української документалістики 1987–1995». До неї увійшли п'ять фільмів. Окрім, власне, «Завтра свято», туди увійшла іще одна стрічка Сергія Буковського «Дах» (1989), а також «Стіна» (1988), «Щаблі демократії» (1992), «Прощавай, кіно!» (1995). Збірку було презентовано 26 березня 2014 року в рамках 11-го Міжнародного фестивалю документального кіно про права людини Docudays UA.